# Мюллер, Карл (художник)
Карл Мюллер (нем. Karl Müller; 29 октября 1818, Дармштадт — 15 августа 1893, Бад-Нойенар) — немецкий живописец Дюссельдорфской школы. Член объединения «назарейцев» в Риме.

## Биография

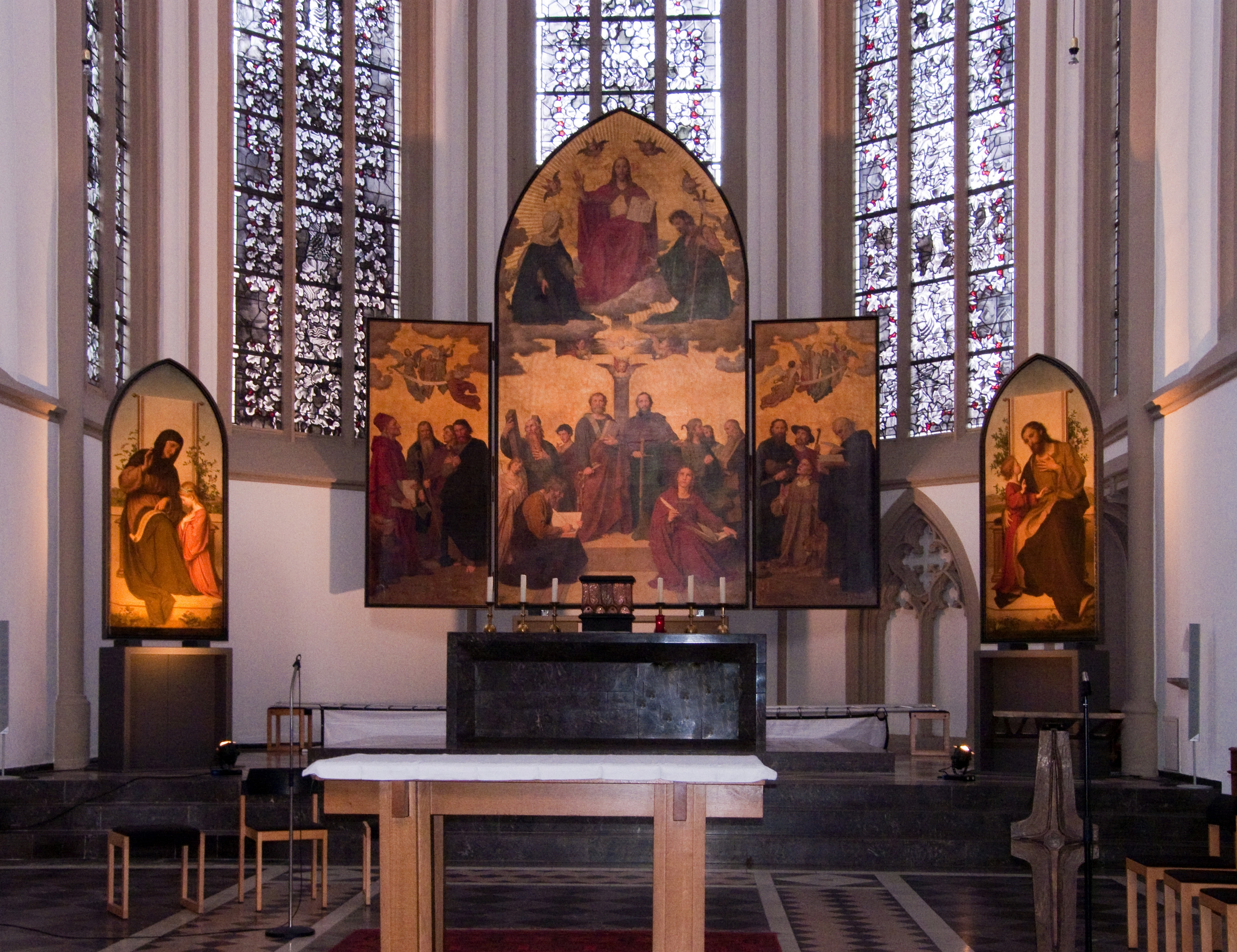
Алтарь Святого Ремигия. Бонн

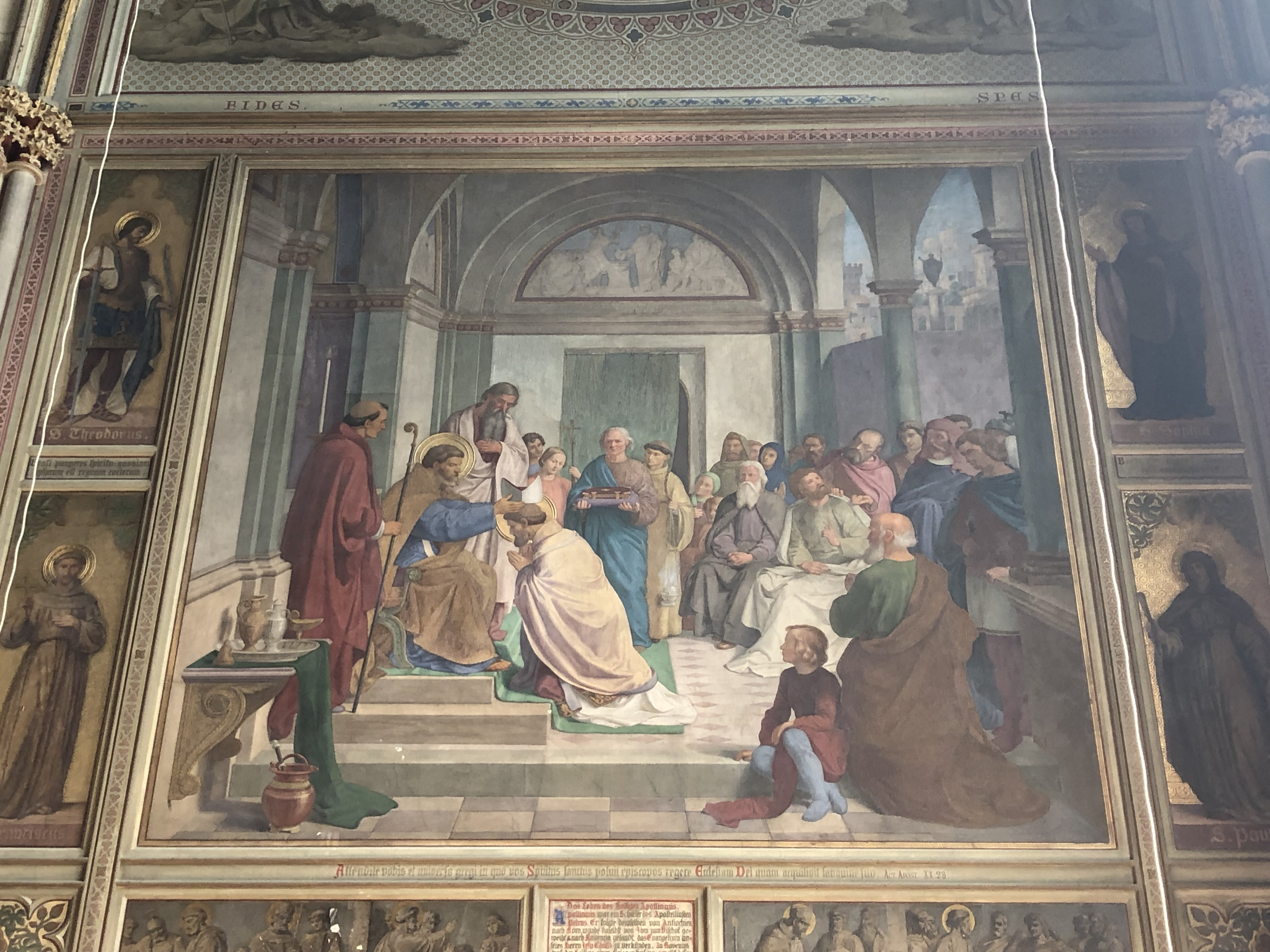
Фреска цикла «Жизнь Святого Аполлинария». 1844—1850. Аполлинарискирхе, Ремаген

Карл Мюллер был сыном придворного художника и директора картинной галереи в Дармштадте (Гессен) Франца Хуберта Мюллера (1784—1835). Как и его старшие братья Андреас и Константин, после обучения у отца он в 1835 году он поступил в Дюссельдорфскую Академию искусств. После начальных уроков у Карла Фердинанда Зона с 1836 года его обучал Вильгельм фон Шадов.
В 1839 году Мюллер предпринял поездку в Италию с Францем Иттенбахом, сопровождаемым Шадовым, для изучения фресковых росписей итальянского кватроченто. С 1840 по 1842 год он жил в Риме, где познакомился, среди прочих, с «назарейцами» Петером фон Корнелиусом и Фридрихом Овербеком. Далее он совершил учебные поездки в Тоскану и Умбрию. Весной 1843 года изучал монументальные росписи Корнелиуса в Мюнхенской Людвигскирхе.
С 1844 по 1850 год Карл Мюллер работал вместе с Эрнстом Дегером, Иттенбахом и братом Андреасом над росписью Аполлинарискирхе в Ремагене, крупным произведением поздненазарейской живописи Дюссельдорфской школы.
В 1857 году Мюллер стал профессором исторической живописи в Дюссельдорфской академии и членом наблюдательного совета Художественного общества Рейнланда и Вестфалии. С этого времени Мюллер готовился к росписи паломнической церкви Нотр-Дам-де-ла-Гард в Марселе, работа, которая была запланирована на десятилетний период, но не была выполнена из-за финансовых проблем и начала Франко-прусской войны.
Вместе с Карлом Верманном Мюллер представлял Дюссельдорфскую академию в 1877 году на открытии нового здания Венской академии изобразительных искусств. С 1883 по 1893 год Мюллер принял руководство Дюссельдорфской академией художеств от Германа Вислиценуса после того, как возникли споры о личности последнего. Также до 1893 года он заведовал «Залом древностей» академии.
Мюллер умер в Бад-Нойенаре (Рейнланд-Пфальц) в возрасте семидесяти четырёх лет.
Наиболее известны из его станковых картин «Благовещение» (в Дюссельдорфской галерее), «Явление Христа двум апостолам в Эммаусе», «Чудо святой Елизаветы с розами».